# Холланд, Томас, 1-й граф Кент
Томас Холланд (англ. Thomas Holland; около 1315 — 28 декабря 1360) — 1-й барон Холланд с 1354 года, 1-й граф Кент в 1360 году, английский рыцарь и военачальник, 2-й сын Роберта Холланда, 1-го барона Холланда, и Мод де Ла Зуш. Будучи безземельным рыцарем, Томас сделал военную карьеру на службе у английского короля Эдуарда III. Он принимал участие в ряде сражений Столетней войны. Особенно Томас отличился при захвате Кана, когда взял в плен коннетабля Франции Рауля II де Бриенна, графа д’Э, которого английский король у него выкупил за 80 тысяч флоринов, что дало Холланду финансовую независимость. Также Холланд в 1348 году стал одним из 26 рыцарей-основателей нового английского рыцарского ордена Подвязки.
В 1339 или 1340 годах Томас вступил в тайный брак с Джоанной Кентской, двоюродной сестрой Эдуарда III. Несмотря на это, в 1341 году мать девушки выдала её замуж за Уильяма Монтегю, ставшего позже графом Солсбери. В 1347—1349 годах Томас вёл судебный спор в папской курии в Авиньоне, требуя признать незаконность второго брака своей жены. Эту тяжбу он выиграл — папа признал Джоанну его законной женой, а второй брак аннулировал. После смерти брата жены в 1352 году Холланд получил контроль над унаследованными ею богатыми земельными владениями в 16-ти графствах, а также стал получать самостоятельное командование. В 1354 году он был вызван в английский парламент в качестве барона. В 1354—1356 годах был королевским лейтенантом в Бретани, а в 1359 году стал лейтенантом в Нормандии. В 1360 году получил титул графа Кента и был назначен наместником и капитаном Нормандии, но вскоре после этого заболел и умер.

## Происхождение
Томас происходил из рыцарского рода Холландов, известного с XIII века. Холланды были не очень крупными землевладельцами в Ланкашире. Один из его представителей, Роберт Холланд из Апхолланде пользовался большим расположением Томаса, 2-го графа Ланкастера, благодаря чему значительно увеличил свои владения, которые в итоге составили 25 поместий с ежегодным доходом около 550 фунтов. Кроме того, он женился на Мод де ла Зуш (умерла в 1349 году), одной из наследниц богатого лестерширского магната Алана де ла Зуша, унаследовавшей после смерти отца в 1314 году большую часть отцовских владений с ежегодным доходом почти в 720 фунтов. Вероятно, что именно из-за этого брака Роберт поднялся из рыцарского сословия, получив в 1314 году вызов в парламент в качестве барона. Во время восстания Ланкастера против короля Эдуарда II в марте 1322 года Холланд перешёл на сторону короля, но в итоге лишился владений и провёл 5 лет в заключении. Хотя после свержения Эдуарда II в 1327 году он получил свободу и земли, но в уже в 1328 году его схватили люди, скорее всего, связанные с Генри, графом Ланкастером, и казнили за предательство брата их господина.
У Роберта и Мод было 4 сына, Роберт (II), Томас, Алан и Отто (Отес), и 3 дочери, Изабелла, Маргарет и Матильда.

## Ранние годы
Томас родился около 1315 года и был вторым из сыновей Роберта Холланда. Поскольку после гибели отца основным наследником стал его старший брат Роберт, то Томас, как и его младшие братья Алан и Отто, выбрал карьеру воина.
Военная служба для Томаса, вероятно, началась в начале 1330-х годов в войнах с Шотландией. Но основной взлёт карьеры пришёлся на Столетнюю войну против Франции. В 1337 году Холланд сопровождал Роберта д’Артуа в Бордо. К 1338 году он считался рыцарем королевского двора. В 1338—1339 и 1440 годах Томас служил во Фландрии, приняв участие в победной для Англии морской битве при Слейсе 24 июня 1340 года и неудачной кампании Эдуарда III в северную Францию в июле 1340 года, когда английскому королю пришлось заключить перемирие с Францией и снять осаду с Турне и в Эплешене.

## Военная карьера и борьба за жену
В этот период Томас женился на двоюродной сестре короля, Джоанне Кентской, которую современники называли «Прекрасная Дева Кента», что в будущем имело существенные последствия для его карьеры. Её отцом был Эдмунд Вудсток, граф Кент, младший сын короля Эдуарда I, казнённый в 1328 году по выдуманному обвинению в измене по приказу Роджера Мортимера, любовника королевы Изабеллы, который в это время был фактическим правителем Англии. После свержения и казни Мортимера в 1330 году обвинительный приговор был отменён, а титул возвращён Эдмунду, брату Джоанны. Сам брак был заключён в 1339 или весной 1340 года. Точные обстоятельства заключения брака неизвестны. Возможно, что рука Джоанны стала наградой Эдуарда III молодому и энергичному рыцарю. Хотя сам Томас в это время был безземельным рыцарем, но и Джоана в то время не являлась наследницей. Только после смерти в 1349 году брата матери, Томаса, барона Уэйка, а в 1352 году родного брата Джона, графа Кента, не оставивших детей, «Прекрасная Дева» стала единственной наследницей их владений. Сам брак, судя по всему, был тайным (лат. per verba de praesenti); хотя церковь за подобный союз могла отлучить от церкви, но признавала действительным, если не было препятствий для отношений или предыдущего брака.
Хотя король, возможно, одобрил брак кузины, но мать Джоанны, Маргарет Уэйк, судя по всему, не была так благосклонна к зятю. В 1341 году Томас отправился в крестовый поход в Пруссию. В это время Маргарет договорилась о браке дочери с Уильямом Монтегю, наследником графа Солсбери. Либо она считала брак Джоанны с Холландом недействительным, либо была уверена в гибели зятя. Хотя и не исключено, что брак был тайным и от неё. В любом случае, зимой 1340/1341 года или весной 1341 года Джоанна с должной церковной церемонией вышла замуж за Монтегю. Хотя в 1341 году Холланд вернулся живым, но его жена осталась со вторым мужем, который после гибели отца в 1344 году стал графом Солсбери. Возможно, что Томас не имел возможности оспорить второй брак жены или из-за недостатка средств, или из-за финансовой зависимости от Солсбери, сенешалем которого он стал вскоре после 1344 года.
Холланд участвовал в экспедиции Эдуарда III 1342—1343 годов в Бретани, а затем отправился с сэром Джоном Хардешоллом в Байону, а в 1343 году — с графом Дерби в Гранаду. В 1345 году он, возможно, вернулся в Бретань.
В 1346 году Томас в составе армии Эдуарда III принял участие в экспедиции в Нормандию. При этом Томас находился в подчинении Томаса Бошана, 11-го графа Уорика. Особенно он отличился при захвате Кана, когда пленил коннетабля Франции Рауля II де Бриенна, графа д’Э. Далее он участвовал в захвате Амьена и Руана, получил ранение при взятии одного из замков на Сене, а в августе участвовал в победоносной для англичан битве при Креси, после которой подсчитывал потери. В сентябре 1346 — августе 1347 годов Томас принимал участие в осаде Кале. Достижения Томаса были признаны в 1348 году, когда он вместе с младшим братом Отто, который часто выступал в качестве его лейтенанта, вошёл в число 26 рыцарей-основателей нового рыцарского ордена Подвязки, созданного Эдуардом III.
Захват графа д’Э, которого Эдуард III выкупил у него за 80 тысяч флоринов, сделал Холланда достаточно обеспеченным человеком, чтобы начать борьбу за жену. Через несколько месяцев после того как в июне 1347 года был получен от короля выкуп, Томас начал в Авиньоне, где в то время находилась папская курия, судебное разбирательство по поводу браков Джоанны. Он указал, что состоял с ней в законном браке, который был консумирован. Однако та «не осмеливаясь противоречить желаниям своих родственников и друзей» в отсутствие Холланда «по их договорённости» вышла замуж за нынешнего графа Солсбери. Граф, на стороне которого была мать Джоанны, отказался признать законность прав Томаса, в результате чего и начались судебные разбирательства, а между Холландом и Монтегю вспыхнула вражда. Отправленные к графу Солсбери папские посланники так и не смогли его убедить выступить перед судом. Далее Холланд подал петицию, в которой утверждал, что Монтегю и его сообщники удерживают Джоанну против её воли и содержат в уединении. В итоге в разбирательства в мае 1348 года от имени Джоанны вмешался папа Климент VI. В результате тактики проволочек графа и его поверенного, окончательное решение было принято только через 18 месяцев. 13 ноября 1349 года папа выпустил буллу, в которой брак Джоанны с графом Солсбери был объявлен недействительным, а она сама признавалась законной женой Томаса Холланда. В последующие несколько лет у них родилось 5 детей.

## Последующие годы
В 1350 году Томас в составе английского флота участвовал в разгроме кастильского флота около Винчелси.
В 1352 году умер бездетный брат Джоанны Кентской, Джон, носивший титул графа Кента. Единственной наследницей оказалась Джоанна, получившая его поместья, располагавшиеся в 16 графствах, что значительно увеличило состояние Томаса. Теперь, по праву жены, он оказался богатым землевладельцем. Хотя Джоанна де-юре теперь носила титул графини Кент, однако Томас его использовать не мог. При этом в марте 1354 года он был вызван в парламент в качестве барона Холланда. Также теперь началась его военная карьера в качестве независимого командующего.
В августе 1352 года Томас был капитаном замка Кале. В 1353 году он отправился в Бретань, где в 1354 году стал капитаном и королевским лейтенантом. В этой должности он получил опеку над юным наследником герцогства, а оплата ему шла из местных доходов. В июне 1356 года Холланда назначили хранителем Нормандских островов. В этот период его брат Отто, служивший при нём лейтенантом, отбил у французов замок Корнет.
В 1357 году Холланд был послан в Нормандию, где в ноябре стал хранителем замка Кроси, а в октябре 1358 года получил назначение губернатором владений в Котантене, принадлежавших ранее Жоффруа д’Аркуру, виконту де Сен-Совер, включая замок Сен-Совер-ле-Виконт. В октябре 1359 он стал хранителем Барфлёра в Котантене, а также вместе с Филиппом Наваррским был назначен лейтенантом Нормандии.

## Смерть и наследство
В сентябре 1360 года Томас получил самый ответственный пост: он стал капитаном и лейтенантом (наместником) Эдуарда III в Нормандии. Чтобы повысить его авторитет и престиж, 20 ноября король присвоил Холланду титул графа Кента. Также на него была возложена дипломатическая задача следить за выполнением условий подписанного в октябре мирного договора в Бретиньи, но вскоре он заболел и умер 28 декабря в Руане. Его тело первоначально было захоронено в францисканской церкви в Руане, но позже его перезахоронили в францисканском монастыре в Стамфорде (Линкольншир).
В 1361 году вдова Томаса Холланда, Джоанна Кентская, вышла замуж за принца Уэльского Эдуарда Чёрного Принца. Благодаря этому браку сыновья Томаса, Томас Холланд, 2-й граф Кент, и Джон Холланд, получивший титулы сначала графа Хантингдона, а потом — герцога Эксетера, играли важную роль при дворе своего единоутробного брата Ричарда II, сына Джоанны и Чёрного принца.

## Семья
Жена: с 1339/1340 Джоанна Прекрасная Дева Кента (29 сентября 1328 — 8 августа 1385), 4-я графиня Кент, 4-я баронесса Вудсток и 5-я баронесса Уэйк из Лидделла с 1353, дочь Эдмунда Вудстока, 1-го графа Кента, и Маргарет Уэйк, 3-й баронессы Уэйк из Лидделла. Дети:
- Томас Холланд (1350 — 25 апреля 1397), 2-й барон Холланд с 1360, 2-й граф Кент с 1381[4][6][15][13].
- Эдмунд Холланд (1351/1352 — в младенчестве)[4][6][15].
- Джон Холланд (около 1352 — 16 января 1400), 1-й граф Хантингдон с 1387, 1-й герцог Эксетер 1397—1399[4][6][15][14].
- Джоанна Холланд (около 1356 — ноябрь 1384); муж: с мая 1366 Жан IV (ок. 1340 — 1 ноября 1399), герцог Бретонский 1345—1378, 1381—1399, граф де Монфор-д'Амори с 1345, граф Ричмонд с 1372[4][6][15]
- Мод Холланд (около 1359 — до 13 апреля 1392); 1-й муж: с 1363 Хьюго де Куртене (ум. 20 февраля 1374); 2-й муж: с 1380 Валеран III де Люксембург (1355 — 22 апреля 1415), граф де Линьи и де Сен-Поль с 1371[4][6][15].